# Pachycereus pringlei
Pachycereus pringlei là một loài thực vật có hoa trong họ Cactaceae. Loài này được (S.Watson) Britton & Rose mô tả khoa học đầu tiên năm 1909.

## Hình ảnh

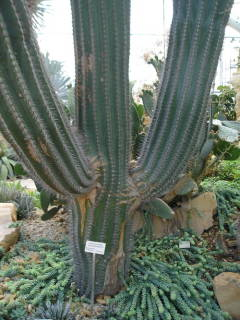
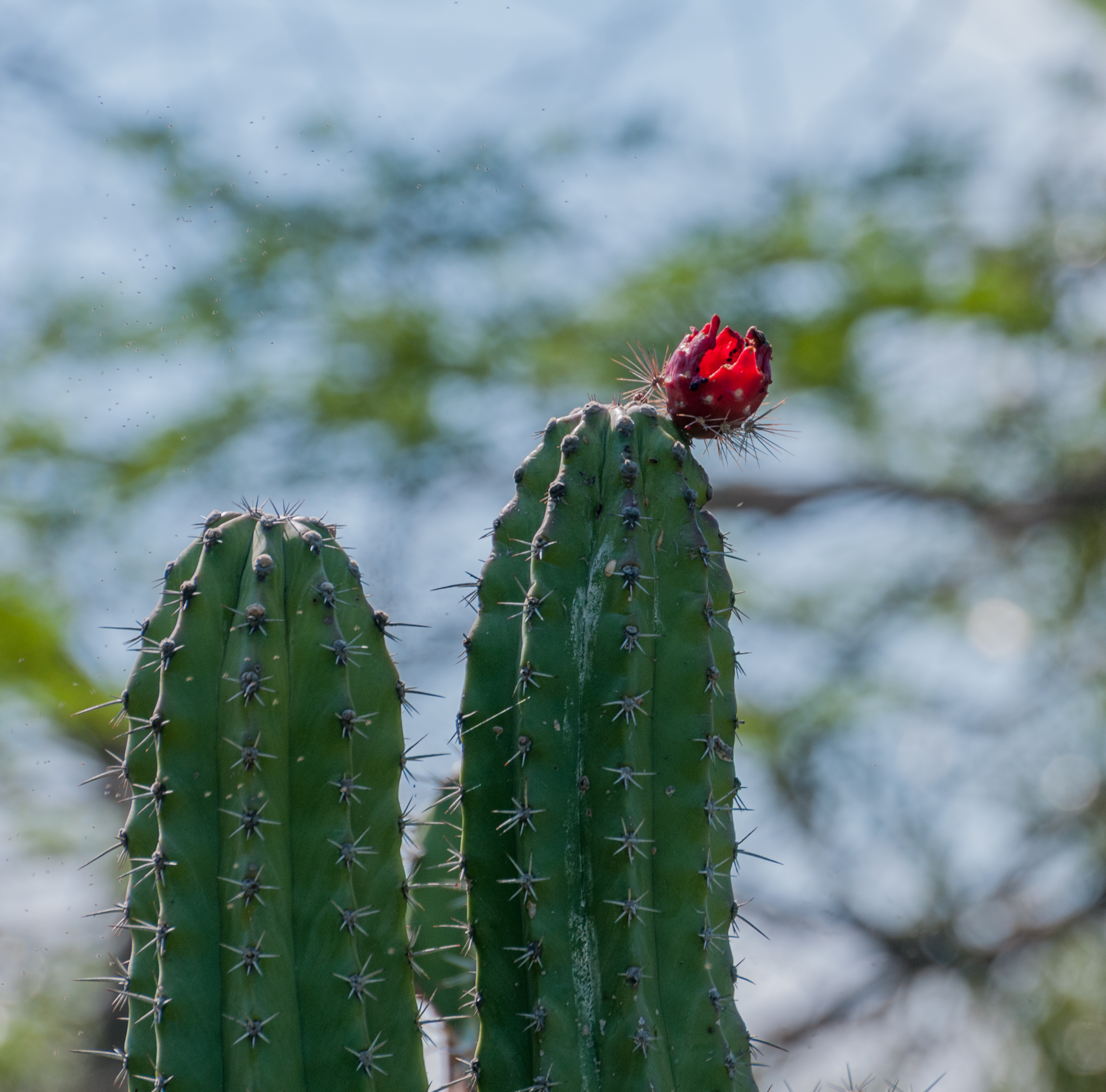
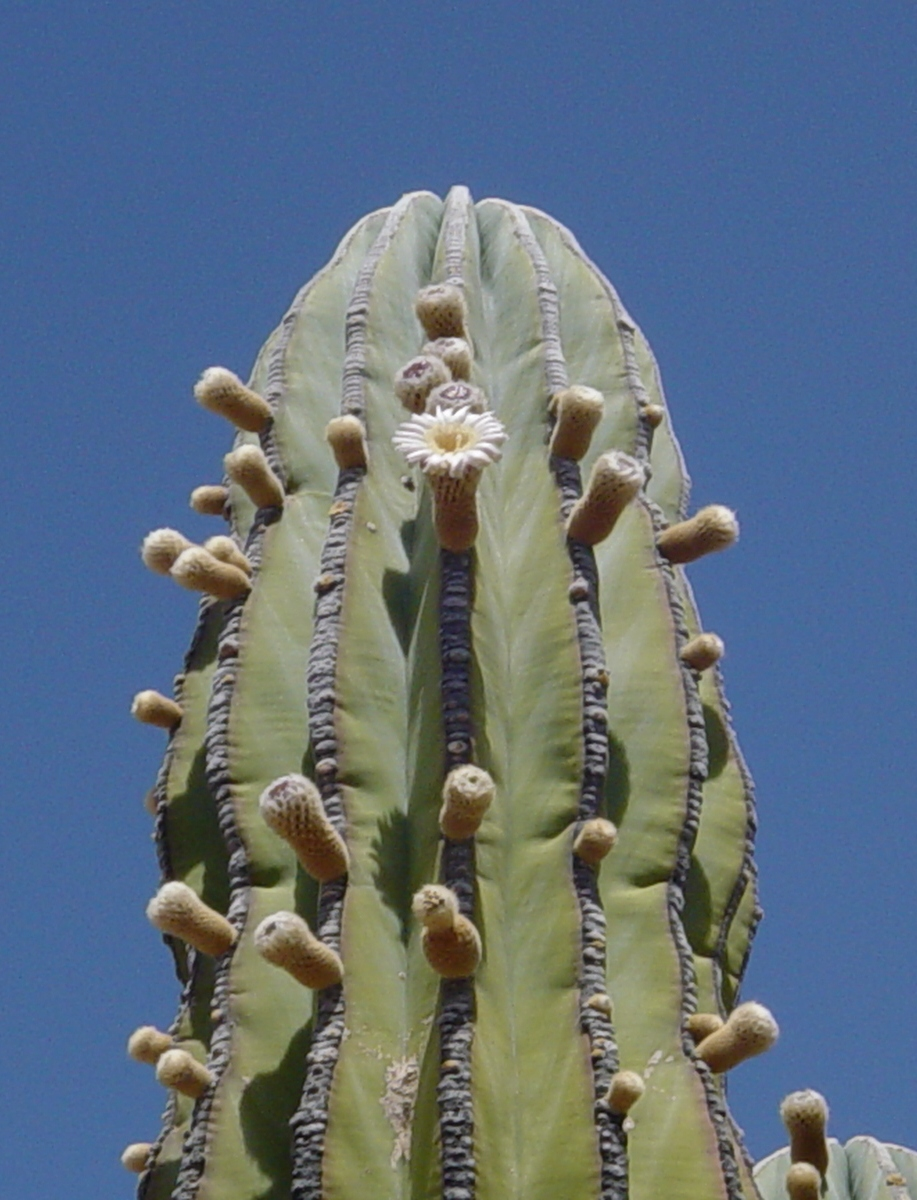
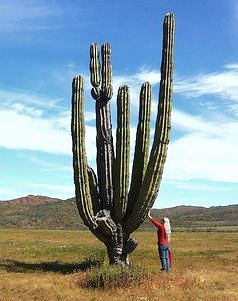